# Кумейка
Кумейка — деревня в Братском районе Иркутской области России. Входит в состав Ключи-Булакского муниципального образования. Находится западнее залива Атубь Братского водохранилища, примерно в 61 км к югу от районного центра, города Братска.

## Население
По данным Всероссийской переписи, в 2010 году численность населения деревни составляла 440 человек (211 мужчин и 229 женщин).
| 2002 | 2010 | 2011 | 2012 |
| ---- | ---- | ---- | ---- |
| 493  | ↘440 | ↘438 | ↗439 |

## Улицы
Уличная сеть деревни состоит из 7 улиц.